# Белите брези (квартал)
Вижте пояснителната страница за други значения на Белите брези.
„Белите брези“ е квартал в югозападната част на град София. В района има добре развита пътна инфраструктура, включваща автобуси, тролейбуси, трамваи и метро, които осигуряват бърза връзка от квартала до центъра и другите части на София.

## География
Кварталът е с триъгълна форма и е разположен между два големи булеварда – „България“ и „Гоце Делчев“, и улица „Кюстендил“, която минава по протежението на част от р. Боянска. В близост е до Южния парк.

## История
Някога кварталът е бил заселен предимно от преселници от Егейска Македония и Беломорска Тракия. За това свидетелстват имената на част от улиците – „Битоля“, „Нишава“, „Солун“, „Ворино“, „Лерин“, „Дойран“.

## Архитектура
Кварталът е своеобразна смесица от старо и ново строителство. Старото включва еднофамилни къщи и ЕПК блокове, построени през 1980-те години, намиращи се в южната част на квартала, която е и изцяло топлофицирана. По-новото строителство започва в периода след 1990 г.

## Транспорт и съобщения
Транспортните връзки до квартала са много стабилни, като до „Белите брези“ може да се стигне с всякакъв вид транспорт.
- Линия М3 на софийското метро
- Автобуси: 64, 76, 83, 102, 204, 304;
- Тролейбуси: 2, 9;
- Трамваи: 7, 27;
- Маршрутно такси: 32;

По бул. България и бул. Гоце Делчев са изградени велоалеи, осигуряващи лесен достъп на велосипедистите до Южен парк и центъра на София.
Пощенският код е 1680.

## Образование
- ЧОУ „Дорис Тенеди“
- ЦДГ 99 „Брезичка“

## Улици и произход на имената им
| Път                          | Наречен на                                            | Местоположение |
| ---------------------------- | ----------------------------------------------------- | -------------- |
| „Битоля“                     | Битоля, град в Северна Македония                      | Карта          |
| „България“                   | България, държава в Европа                            | Карта          |
| „Ворино“                     | Северяни, село в Северна Гърция                       | Карта          |
| „Гоце Делчев“                | Гоце Делчев (1872 – 1903), революционер               | Карта          |
| „Гребенец“                   | Гребенец, масив в Стара планина                       | Карта          |
| „Дойран“                     | Дойран, исторически град в Северна Македония и Гърция | Карта          |
| „Звъника“                    | Звъника (Hypericum), род растения                     | Карта          |
| „Искърски пролом“            | Искърски пролом, пролом в Стара планина               | Карта          |
| „Кюстендил“                  | Кюстендил, град в Западна България                    | Карта          |
| „Лерин“                      | Лерин, град в Северозападна Гърция                    | Карта          |
| „Нишава“                     | Нишава, река в България и Сърбия                      | Карта          |
| „Проф. д-р Димитър Атанасов“ | Димитър Атанасов (1894 – 1979), агроном               | Карта          |
| „Смърч“                      | Смърч (Picea), род растения                           | Карта          |
| „Солун“                      | Солун, град в Северна Гърция                          | Карта          |
| „Хайдушка гора“              | ?                                                     | Карта          |
| „Царево село“                | Царево село, град в Северна Македония                 | Карта          |
| „Чепино“                     | Чепинска котловина, котловина в Южна България         | Карта          |